# Cichorium endivia

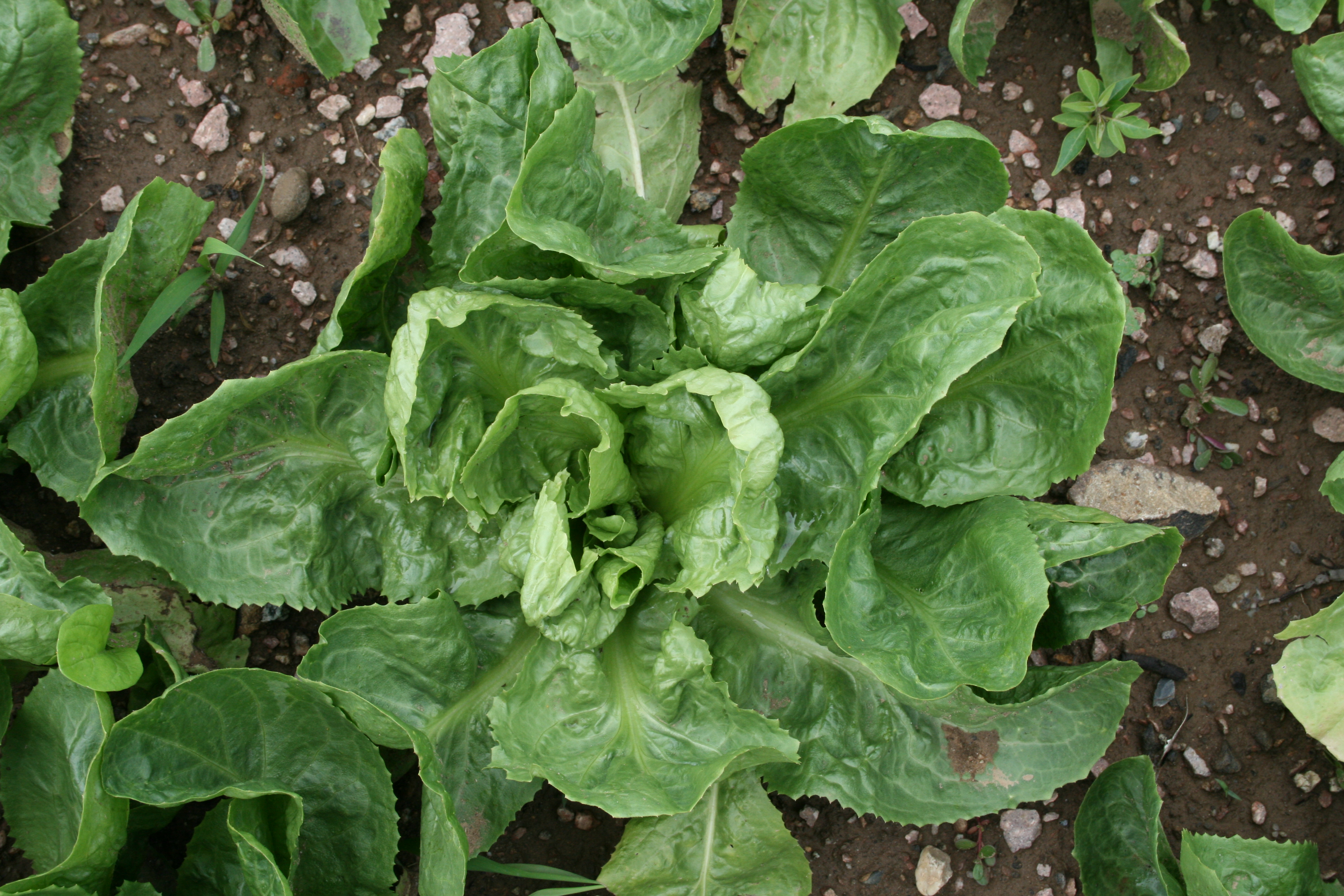
Varietat cultivar de fulla ondulada ('latifolia')

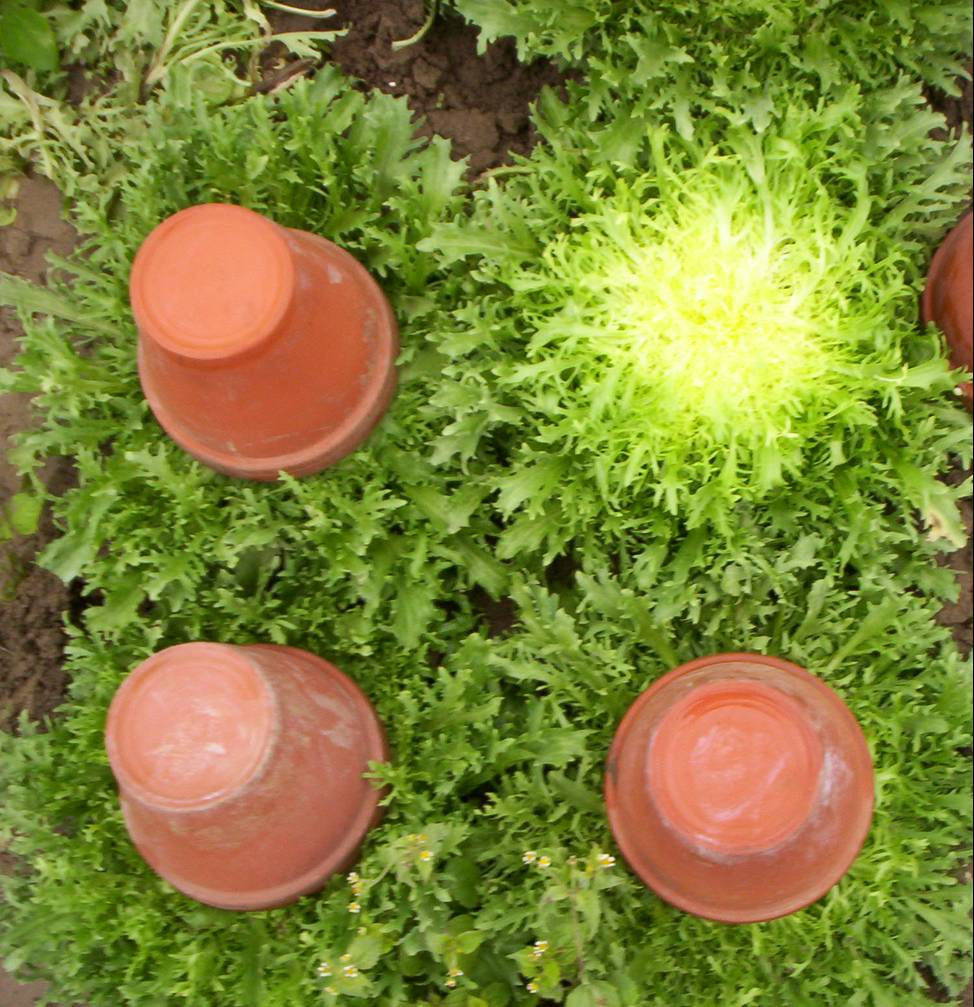
Imatge que mostra els pots que s'utilitzen per a blanquejar el cor de les escaroles

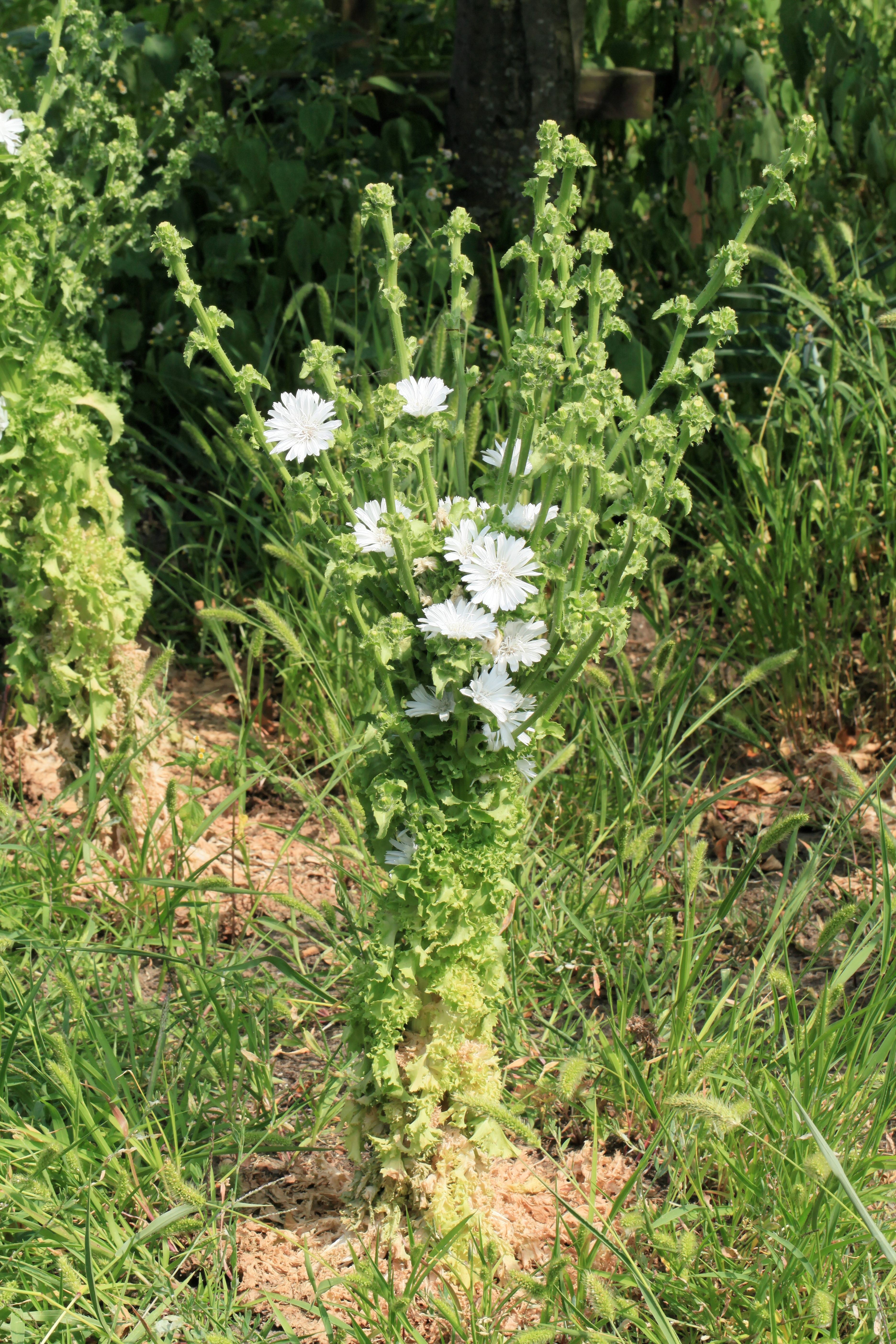
Una escarola florida

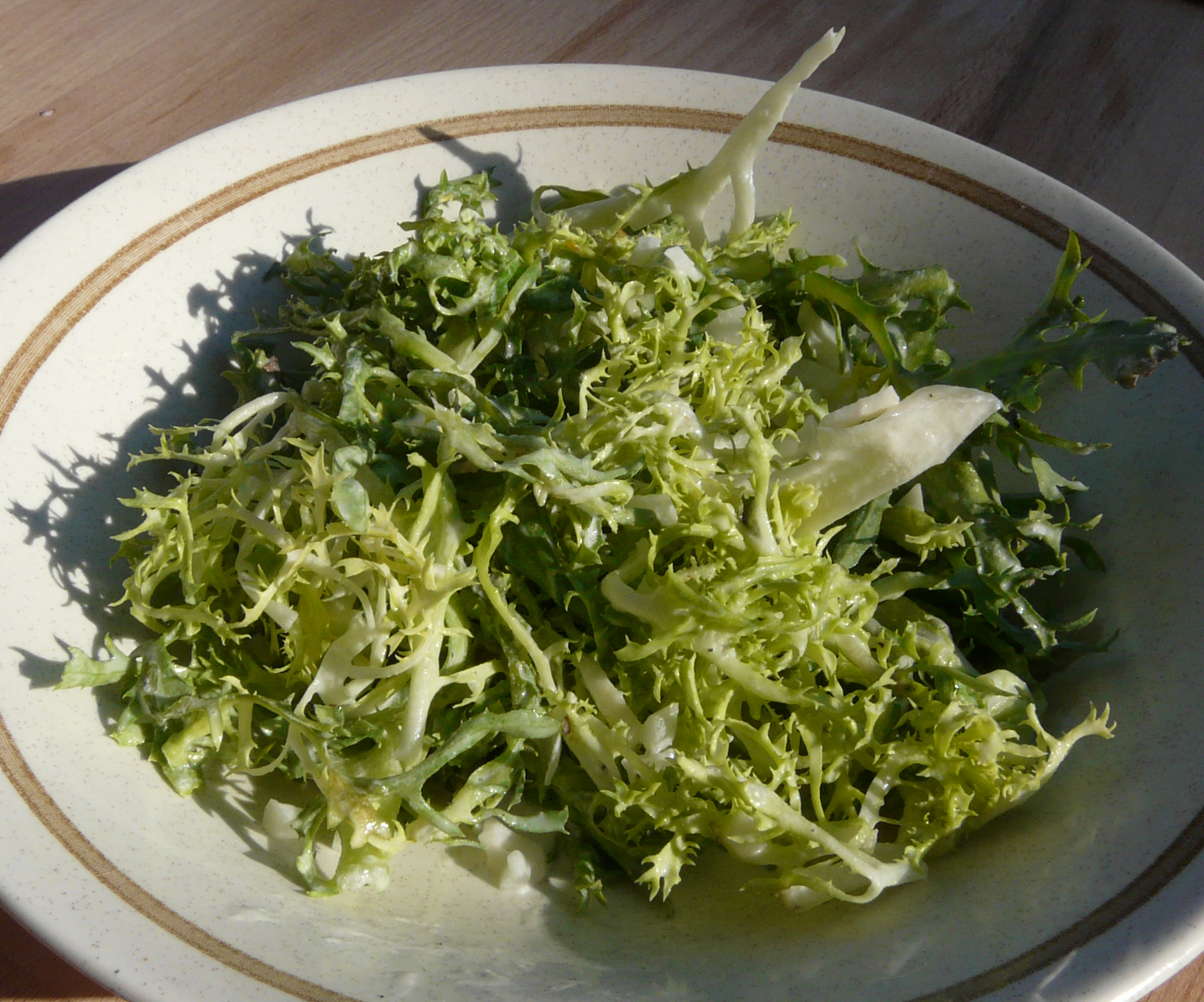
Plat d'escarola

Cichorium endivia és una espècie de planta amb flors del gènere Cichorium dins la família de les asteràcies (Asteraceae). És una espècie nativa del sud-est de la Mediterrània, però avui dia aquesta espècie no es troba a la natura, només la coneixem com a planta cultivada. És l'origen de les varietats cultivars de les escaroles, amb dos grans grup, les de fulla molt arrissada (Cichorium endivia ‘crispa’) i les de fulla ampla i ondulada (Cichorium endivia 'latifolia').
En català, les varietats cultivars d'aquesta espècie reben  els noms d'endívia o escarola depenent de la zona, per exemple, a les  Illes Balears i el País Valencià s'anomena endívia el que al Principat rep el nom d'escarola. Addicionalment, en el cas de la varietat de fulles arrissades, pot rebre els noms de enciam bord, enciam escaroler i xicoira dolça, i també s'han recollit les variants lingüístiques endivi i xicòira dolça. Per augmentar la confusió, la verdura de fulles curtes i apinyades de color blanc i groc que habitualment es coneix com a endívia, és una varietat cultivar de la xicoira (Cichorium intybus).

## Descripció
És un planta herbàcia anual amb una arrel mestra. Les tiges són anguloses i ramificades lateralment, pot atènyer fins a 1,70 metres d'altura.Tenen fulles basals i caulinars. Les basals són obovades d'entre 30 i 45 cm de llargària i entre 10 i 18 cm d'amplada, glabres o una mica puberulentes i amb el marge que varia des de enter fins a runcinat. Les caulinars són més petites. Com a totes les asteràcies les flors es troben agrupades en capítols, que poden ser solitaris o presentar-se en grups de 4 a 6 unitats. Poden ser sèssils o amb un peduncle d'entre 9 i 20 cm de llargària. Cada capítol conté entre 15 i 20 flors, les interiors tubulars amb lòbuls aguts, les exteriors ligulades i habitualment blaves. L'involucre fa entre 3,5 i 5 mm d'amplada i amb bràctees. Al gineceu l'estil fa entre 6,5 i 10,5 mm de llargària i és blau, l'estigma és lobulat i també blau. El fruit és un aqueni amb papus que fa entre 2 i 2,8 mm de llargària i entre 1 i 1,5 mm d'amplada.

## Taxonomia
Aquesta espècie va ser publicada per primer cop l'any 1753 al segon volum de l'obra Species Plantarum del botànic suec Carl von Linné (1707-1778).

### Sinònims
Els següents noms científics són sinònims de Cichorium endivia:
- Sinònims homotípics

- Cichorium esculentum Salisb.
- Cichorium intybus var. endivia (L.) Mérat
- Cichorium sativum Gray
- Endivia vulgaris Cassone

- Sinònims heterotípics

- Cichorium crispum Mill.
- Cichorium endivia var. angustifolium DC.
- Cichorium endivia var. crispum (Mill.) DC.
- Cichorium endivia var. latifolium DC.
- Cichorium endivia var. roborovskyi Tzvelev
- Cichorium endivia subsp. sativum Cout.
- Cichorium saticum var. crispum Gray
- Endivia crispa (Mill.) Cassone

## Conreu
És un conreu de la temporada freda, són molt més resistents al fred que l'enciam. Necessiten una bona fertilitat en el terreny però no són pas exigents en les condicions del sòl i van bé en terreny argilós. La sembra es fa en planter a l'estiu i la collita és durant l'hivern i primavera. Es lliguen durant uns dies abans de collir per tal que les fulles interiors siguin blanques.
Les varietats cultivars s'acostumen a dividir en tres grups: el de fulla ampla, el de fulla arrissada i un d'antic de fulles estretes que s'havia utilitzat per a la porducció de la verdura coneguda com a endívia, però que ha estat substituït per cultivars de l'espècie Cichorium intybus.

## Usos
Són hortalisses molt populars. En diversos pobles, viles i ciutats de Catalunya l'escarola és la base del xató. Al Renaixement, la planta s'esmenta novament als llibres de plantes de Hieronymus Bock. Les llavors, en particular, es feien servir amb finalitats medicinals.